# سيرج لينوار
سيرج لينوار (بالفرنسية: Serge Lenoir)‏ (20 فبراير 1947 فرنسا - ) هو لاعب كرة قدم فرنسي يلعب كلاعب وسط.

## روابط خارجية
- سيرج لينوار على موقع قاعدة بيانات كرة القدم.إي يو (الإنجليزية)